# مایلبرگ
مایلبرگ (به آلمانی: Mailberg) یک منطقهٔ مسکونی در اتریش است که در ناحیه هولابرون واقع شده‌است. مایلبرگ ۵۸۳ نفر جمعیت دارد.